# Organo elettrico (biologia)

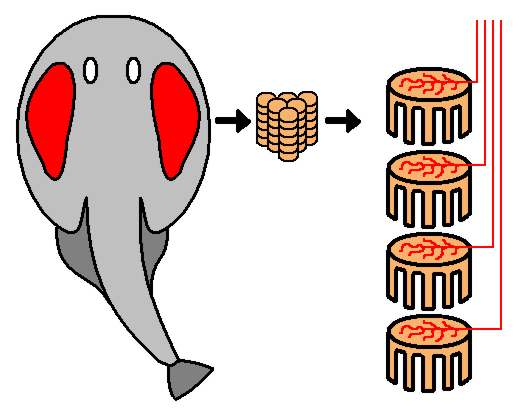
Una Torpediniformes. Sono stati messi in evidenza l'ubicazione dell'organo elettrico e gli elettrociti che lo compongono.

In biologia, l'organo elettrico è un organo comune a tutti i pesci elettrofori ed è utilizzato per creare un campo elettrico. L'organo elettrico è una specializzazione di tessuto nervoso o muscolare. Tale scarica elettrica è usata per orientarsi, per comunicare, per difesa o per stordire o uccidere la preda.

## Storia della ricerca
Nel 1770 gli organi elettrici di torpedine e anguilla sono stati oggetto di studio di alcuni cacciatori appartenenti alla Royal Society: Walsh e Williamson. Sembra che essi abbiano influenzato il pensiero di Luigi Galvani e Alessandro Volta - i fondatori dell'elettrofisiologia ed elettrochimica.
Nel XIX secolo, Charles Darwin discusse dell'organo elettrico ne L'origine delle specie come probabile esempio di convergenza evolutiva, come esempio di pesci non correlati fra loro ma che hanno sviluppato un organo simile e con le medesime funzioni.
Nel XX secolo gli studi si sono intensificati, fino al 1951 e 1958.

## Elettrociti

Elettrociti

Gli elettrociti sono cellule usate dall'elettroforo, dalla torpedine, e altri pesci elettrofori per la generazione di scariche elettriche. Sono cellule discoidali strettamente stipate fra loro. Le anguille elettriche hanno diverse migliaia di queste cellule, che possono produrre 0,15V ciascuna. Le cellule funzionano pompando gli ioni positivi di sodio e potassio fuori dalla cellula grazie a trasportatori dipendenti da Adenosina trifosfato (ATP). Funzionano proprio come le sinapsi muscolari. Hanno Recettori nicotinici. Queste cellule sono utilizzate nella ricerca a causa della loro somiglianza con giunzioni neuro-muscolari.
Gli elettrociti impilati sono spesso paragonati alla pila di Volta, ed è probabile che abbiano ispirato l'invenzione della pila, poiché l'analogia era già nota ad Alessandro Volta. Mentre l'organo elettrico è strutturalmente simile a una batteria, il suo ciclo di funzionamento è più simile a un generatore di Marx, poiché i singoli elementi sono lentamente caricati in parallelo; poi, improvvisamente, sono scaricati quasi simultaneamente in serie per produrre un impulso ad alta tensione.

### Sparo
Per scaricare gli elettrociti al momento giusto, l'anguilla utilizza il suo nucleo pacemaker, formato da neuroni pacemaker. Quando l'anguilla ha individuato la preda, i suoi elettroneuroni rilasciano acetilcolina agli elettrociti, i quali generano la scarica elettrica.

### Localizzazione
Gli organi elettrici sono normalmente orientati longitudinalmente lungo il corpo, nella maggior parte dei pesci. In alcuni pesci possono essere disposti a raggio lungo l'asse dorso-ventrale. Nella maggior parte dei pesci, gli organi si trovano lungo la coda, stipati all'interno della muscolatura. Molti di loro hanno piccoli organi elettrici accessori in testa. Nella torpedine, gli organi si trovano vicino ai muscoli pettorali e le branchie (vedi l'immagine). Nel Malapterurus electricus l'organo si trova appena sotto la pelle lungo gran parte del corpo, come una guaina attorno a sé.

## Scarica dell'organo elettrico
La scarica degli organi elettrici (è tuttavia più diffusa la denominazione in lingua inglese, electric organ discharge, ed il suo acronimo EOD) è il campo elettrico generato dagli organi di questi pesci elettrici. In alcuni casi, la scarica elettrica è così forte che viene utilizzata per paralizzare la preda; in altri casi è debole e viene usata per l'orientamento e la comunicazione.  La comunicazione tramite EOD si verifica quando un pesce utilizza gli elettrorecettori per rilevare i segnali elettrici di un pesce nelle vicinanze. I pesci elettrici navigano individuando distorsioni nel campo elettrico grazie agli elettrorecettori cutanei.

## Altre letture
- Evoluzione molecolare dell'organo elettrico.[12]
- Filogenesi dei pesci elettrici deboli.[13][14]
- Panoramica completa del funzionamento dell'organo elettrico e l'evoluzione nei pesci debolmente elettrici.[15]
- Ariticolo di Nature sul succinato che descrive la differenza di espressione genica tra sarcomeri ed elettrociti.[16]